# Szajasi Riho
Szajasi Riho (鞘師里保; Hirosima, 1998. május 28. –) japán színésznő, táncosnő és énekesnő. A Morning Musume 9. generációjának tagja.

## Élete

### 2004
2004-ben felvételt nyert a Hiroshimai Színészképző Iskolába, ahol tánc, ének és színi leckéket vett. 

### 2010
Az iskola rendezésében több koncertperformanszban is szerepelt. 2010-ben szerepelt a Morning Musume „Fashionable” című színdarabjában is, majd az év végén bekerült a csapatba.

### 2011
2011 január másodikán bejelentették, hogy a csapat 9 generációjának tagjaként bekerült a Morning Musume-be. Márciusban bejelentették, hogy „Riho Deli” című rádióműsora váltja fel Mano Erina rádióműsorát. Szajasi volt az egyetlen kilencedik generációs tag, aki szóló sorokat kapott a Morning Musume Only You című dalában. A nyáron több eseményről is távol maradt egy idegbecsípődés miatt, miután felgyógyult, szerepelt a „Reborn ~Inochi no Audition~”. 

### 2012
2012-ben a „Stacey’s Shoujo Saisatsu Kageki” című színdarabokban. Az év nyarán bekerült a Peaberry elnevezésű csapatba.

### 2013-2015
2013-ban és 2014-ben is tartott születésnapi fanklub event-et. 2015 októberében bejelentették, hogy december 31-én elhagyja a csapatot, de a Hello! Project tagja marad.

### 2018
2018. december 7-én bejelentette, hogy lejárt a szerződése az UP-FRONT PROMOTION céggel.

### 2020
Szeptember 3-án bejelentette, hogy szólóénekesként szerződött a Japan Music Entertainmentnél.

## Filmográfia

### Film
- Sharehouse (シェアハウス) (2011)

### Dráma
- Sūgaku Joshi Gakuen (数学♥女子学園) (2012)

### Televízió
- Bijo Gaku (美女学) (2011)
- Hello Pro! Time (ハロプロ！Time) (2011 – 2012)
- Hello! Satoyama Life (ハロー!SATOYAMAライフ) (2012 – 2014)

### Színház
- Fashionable (ファッショナブル) (2010)
- Reborn: Inochi no Audition (リボーン～命のオーディション～) (2011)
- "Lilium: Girls' Purity Musical"(2014)

## Fordítás
- Ez a szócikk részben vagy egészben  a   Riho Sayashi című angol Wikipédia-szócikk fordításán alapul.  Az eredeti cikk szerkesztőit annak laptörténete sorolja fel. Ez a jelzés csupán a megfogalmazás eredetét és a szerzői jogokat jelzi, nem szolgál a cikkben szereplő információk forrásmegjelöléseként.